# Марокко на летних Олимпийских играх 1972
Марокко принимала участие в Летних Олимпийских играх 1972 года в Мюнхене (ФРГ) в четвёртый раз за свою историю, но не завоевала ни одной медали. Сборную страны представляли две женщины.